# Spekk
Spekk to japoński label muzyczny założony w Tokio, w styczniu 2004 roku przez Nao Sugimoto (ztj. Mondii). Działalność Spekk skupia się wokół różnych odmian minimalizmu, zaczynając od elektroniki eksperymentalnej i elektro-akustyki, a na nagraniach otoczenia kończąc. Płyty Spekk wydawane są w specjalnie przygotowanych papierowych opakowaniach (rozmiar 12,5 cm na 16 cm), kształtem przypominających książkę. W 2014 roku zmieniono opakowanie (17 x 14,5 cm, inna kieszeń na płytę). Opracowaniem graficznym zajmują się Mondii oraz Uison.

## Dyskografia
Numer katalogowy podawany na stronie oficjalnej wydawcy różni się od tego, który znajduje się na okładce. Podyktowane jest to względami estetycznymi. W 2006, 2012 oraz 2013 roku wytwórnia nie wydała żadnego albumu.
2004:
- KK: 001 | Taylor Deupree January (08.02.)
- KK: 002 | William Basinski + Richard Chartier Untitled (08.02.)
- KK: 003 | John Hudak Room With Sky (xx.08.)

2005:
- KK: 004 | Boca Raton Enzo / Further (xx.05)
- KK: 005 | Różni Wykonawcy Small Melodies
- KK: 006 | Andrey Kiritchenko True Delusion
- KK: 007 | Level Cycla (xx.12)

2007:
- KK: 008 | The Alps Jewelt Galaxies / Spirit Shambles (08.01.)
- KK: 009 | Jefre Cantu-Ledesma The Garden Of Forking Paths (08.01.)
- KK: 010 | Ken Ikeda Mist On The Window (21.06.)
- KK: 011 | Opitope Hau (21.06.)
- KK: 012 | Minoru Sato (m/s, SASW) + ASUNA Texture In Glass Tubes And Reed Organ (20.09.)
- KK: 013 | Yair Etziony Flawed (20.09.)

2008:
- KK: 014 | Mathieu Ruhlmann + Celer Mesoscaphe (15.05.)
- KK: 015 | Joe Grimm Brain Cloud (15.05.)
- KK: 016 | Level Opale (13.11.)
- KK: 017 | Andrey Kiritchenko Misterrious (13.11.)
- KK: 018 | Félicia Atkinson La La La (13.11.)

2009:
- KK: 019 | Stephan Mathieu + Taylor Deupree Transcriptions (25.06.)
- KK: 020 | Tetuzi Akiyama + Toshimaru Nakamura Semi-Impressionism (22.10.)
- KK: 021 | Dirac Emphasis (22.10.)
- KK: 022 | Peter Wright An Angel Fell Where The Kestrels Hover (22.10.)

2010:
- KK: 023 | Federico Durand La Siesta Del Cipres (25.03.)
- KK: 024 | Ken Ikeda Kosame (25.03.)

2011:
- KK: 025 | Janek Schaefer Phoenix & Phaedra Holding Patterns (05.08.)

2014:
- KK: 026 | Opitope Physis (12.01.)
- KK: 027 | Celler Zigzag (05.03.)
- KK: 028 | Federico Durand El Estanque Esmeralda (03.04.)
- KK: 029 | Piiptsjilling Molkedrippen (10.07.)

2015:
- KK: 030 | Kazuya Matsumoto Mizu No Katachi (24.12.)

2016:
- KK: 031 | Steve Roden Striations (21.07.)
- KK: 032 | Federico Durand Jardín De Invierno (20.09.)
- KK: 033 | Alejandro Franov Suspendido En El Aire (18.12.)

Przy okazji premier do wydawnictw dodawane były następujące prezenty:
- KK: 016 - KK: 018 — dołączano darmową płytę promocyjną pt. Spekk Sampler 2008 Winter. Zawierała ona godzinny mix wszystkich wydawnictw labelu. Autorem kompilacji był Mondii. Promocja trwała od momentu wydania trzech wyżej wymienionych krążków w grudniu 2008 roku, aż do końca stycznia 2009 roku.
- KK: 020 - KK: 022 — pałeczki do ryżu z logo Spekk (przy zamówieniu trzech wydawnictw jednocześnie).
- KK: 026 — przedpremierowo możliwość ściągnięcia w formie plików dodatkowego materiału pt. Current Opitope zawierającego dwa nowe utwory; od dnia premiery materiał ten jest dodawany w formie fizycznej (krążek CDr).
- KK: 027 — dodatkowy krążek pt. Sewsaw (2 utwory), w ręcznie wykonanym przez samego artystę opakowaniu.